# ۱۱۴۹ (قمری)
۱۱۴۹ (قمری)، هزار و صد و چهل و نهمین سال در گاهشماری هجری قمری است. اول محرم این سال برابر با دوازدهم مه سال ۱۷۳۶ میلادی است.